# Jérôme Arpinon
Jérôme Arpinon, né le 5 avril 1978 à Nîmes, est un entraîneur français de football.

## Biographie
Jérôme Arpinon naît le 5 avril 1978 à Nîmes. Il est le jeune cousin de Frédéric Arpinon qui deviendra footballeur professionnel, et possède des liens de parenté similaires avec Laurent Boissier, futur directeur sportif du Nîmes Olympique (NO). Son père Émile est un ancien joueur amateur ayant évolué au NO dans les équipes de jeunes. Ce dernier, reconverti entraîneur dans plusieurs clubs de la région gardoise, lui fait naître l'envie d'entraîner dans sa jeunesse.

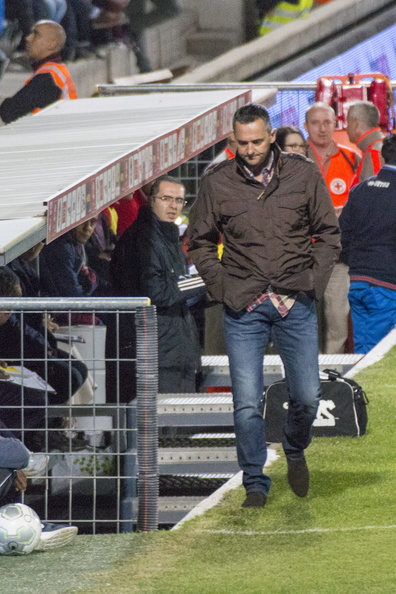
Jean-Luc Vannuchi est le premier entraîneur à travailler avec Arpinon au sein d'une équipe professionnelle.

Élevé dans une famille de ferrailleurs, Jérôme Arpinon commence sa carrière de joueur au Nîmes Olympique avant de rejoindre l'EP Vergèze où il  joue jusqu'en minimes. Il intègre ensuite le centre de formation de l'Olympique d'Alès en Cévennes pendant deux saisons. En 1996, il s'engage avec la réserve du NO où il sera freiné par une première blessure aux ligaments croisés. Lors de sa rééducation au CERS de Capbreton, il rencontre Philippe Troussier qui le conseille pour une carrière de technicien.
Trois ans plus tard, il rejoint l'Athlétic Club arlésien qui évolue en CFA. Parallèlement à son activité de footballeur, il officie en tant que gardien de prison à la maison centrale d'Arles où il dirige des équipes de détenus. En 2003, il parvient à intégrer le staff arlésien de Jean-Louis Saez et devient également préparateur physique. Considéré comme un défenseur « rugueux et fort à l'impact » par ses entraîneurs, il met prématurément un terme à sa carrière de joueur en 2004 à la suite d'une nouvelle blessure. La même année, le suicide de sa mère qu'il découvre de lui-même en premier provoque un « cataclysme dans son cerveau ».
En février 2006, il obtient le BEES 2e degré. En juillet 2006, il devient l'entraîneur adjoint de la réserve du Nîmes Olympique entraînée par Jean-Luc Vannuchi. Avec la nomination de ce dernier à la tête de l'équipe fanion, il passe préparateur physique du club en juin 2008.
Passionné de boxe et pratiquant le kickboxing,, il écope en 2009 de sept mois d'interdiction de banc de touche, de vestiaire d'arbitres et de fonctions officielles à la suite d'une bagarre lors d'un match face au Stade de Reims. Dans la même période, et à l'instar du directeur général du club Alain Gazeau, il est également poursuivi pour complicité de menaces avec violences envers des supporters nîmois. Mis en garde à vue durant « l'affaire des gros bras », il est finalement relaxé en 2010.
Avec l'arrivée de Jean-Michel Cavalli, il voit un premier entraîneur lui « déléguer » des fonctions de technicien. Durant ce passage, il passe également en charge de l'analyse vidéo dans le staff nîmois. En avril 2010, il obtient son diplôme de préparateur physique passé au CREPS de Montpellier. Il quitte le club en 2012 pour rejoindre la Corse, où il possède des attaches amicales, et le GFC Ajaccio dirigé par Thierry Laurey.
En 2014, il retrouve son poste au sein du club de sa ville natale sous la tutelle de José Pasqualetti. Lors de la saison 2015-2016, Bernard Blaquart devient entraîneur du Nîmes Olympique et donne la possibilité à Jérôme Arpinon de passer progressivement de préparateur physique à entraîneur adjoint. Ce dépassement de fonction se caractérise également par une place importante prise dans le recrutement des joueurs et dans la gestion de l'équipe,,. Ses agents sont Jean-Christophe Cano et Christophe D'Amico.
La bonne relation qu'il entretient avec le président Rani Assaf lui permet de financer sa participation au Brevet d'entraineur professionnel de football (BEPF), diplôme qu'il obtient en mai 2019 après avoir effectué un stage à River Plate en Argentine,. En juin 2020, il remplace ainsi Bernard Blaquart au poste d'entraîneur du Nîmes Olympique. Malgré un derby remporté face au MHSC, le club se retrouve dernier de Ligue 1 à la trêve de la saison 2020-2021 (12 points en 19 matchs). Son passage nourrit de nombreuses crispations en interne et chez les supporters. Après plusieurs mois de mauvais résultats et une défaite face au Paris Saint-Germain, il est mis à pied à titre conservatoire en février 2021. Son adjoint Pascal Plancque, arrivé un mois auparavant, récupère son poste et dépasse son bilan comptable en l'espace de huit matchs.
Durant l'été 2023, il est nommé pour trois semaines entraîneur de l'équipe UNFP qui regroupe des joueurs professionnels n'ayant pas de club. Au début du mois de novembre, il est nommé entraîneur du RE Virton, club évoluant en troisième division belge.

## Statistiques
| Saison                | Club                  | Championnat           | Championnat | Championnat | Championnat | Championnat | Coupes nationales | Coupes nationales | Coupes nationales | Coupes nationales | Total | Total | Total | Total | Pourcentage Victoire % |
| Saison                | Club                  | Division              | M           | V           | N           | D           | M                 | V                 | N                 | D                 | M     | V     | N     | D     |                        |
| --------------------- | --------------------- | --------------------- | ----------- | ----------- | ----------- | ----------- | ----------------- | ----------------- | ----------------- | ----------------- | ----- | ----- | ----- | ----- | ---------------------- |
| 2020-2021             | Nîmes Olympique       | Ligue 1               | 22          | 4           | 3           | 15          | -                 | -                 | -                 | -                 | 22    | 4     | 3     | 15    | 18,2                   |
| Total sur la carrière | Total sur la carrière | Total sur la carrière | 22          | 4           | 3           | 15          | -                 | -                 | -                 | -                 | 22    | 4     | 3     | 15    | 18,2                   |